# Go-on
Go-on var en dansk idrætsklub, den blev stiftet den 28. marts 1897 i København af tidligere medlemmer af Fodsportsforeningen "Freja". Den havde atletik, boksning, brydning og gymnastik på programmet fra 1903 forsvandt atletik og svømning tilkom og klubben var under åren 1903-1907 sammen med Hermes enerådende i dansk svømning.
I slutningen af året 1908 udmldte en del af klubbens medlemmer sig ud og stiftede 11. november Poloklubben af 1908.
Derefter sygnede klubben hen og opløstes få år senere.

## Formænd
- 1897-1901 Johan Hansen
- 1901-1903 Carl Sivertsen
- 1903-1904 Rudolf Werner
- 1904-1906 Carl Schussler
- 1906-ca 1911 I.P.Carl Jensen

## Kendte medlemmer
- G.A. Jacobsen, dansk mester 5 danske mil gang 1900
- Gustav Lexau, dansk mester 100 meter fri 1903-1904, 1 mile 1903
- Martin Hansen, dansk mester i udspring 1911
- S.M Jensen
- Oscar Mulvad